# 深圳大学机电与控制工程学院
深圳大学机电与控制工程学院是深圳大学的下属学院，前身是1984年成立的、由清华大学对口援建的深圳大学精密仪器系。

## 历史沿革
- 1984年，深圳大学精密机械仪器系成立，由清华大学对口援建[2]，系内专业分为机电类和机械类。
- 1991年，获批生产过程自动化本科专业。
- 1994年，精密机械仪器系更名为控制及机电工程系。
- 1997年，以控制及机电工程系为基础的工程技术学院成立。
- 1998年，电子精密机械本科专业更名为机械设计制造及其自动化。
- 2000年，获批机械工程一级学科硕士点。
- 2005年，获批控制科学与工程一级学科硕士点。
- 2006年，工程技术学院拆分为机电与控制工程学院及电子科学与技术学院[3]。
- 2009年，与深圳地铁集团联合组建轨道交通学院，培养城市轨道交通专业人才[4]。
- 2010年，获批汽车服务工程本科专业[5]。
- 2011年，机电与控制工程学院整体搬迁至后海校区南校区[6]。
- 2016年，依托光学工程博士点建设光机电工程与应用二级博士点。
- 2018年，交通运输和汽车服务工程本科专业移交至深圳技术大学，作为该校相关学院的启动资源。
- 2020年，3月，获批机器人工程本科专业[7]；7月，刁东风教授当选日本工程院外籍院士[8]。

## 管理团队
| 党委书记 - 郑纯 | 院长 - 吴宗泽 |

| 党委副书记 - 邓琳 | 副院长 - 龚峰 | 副院长 - 娄燕 | 副院长 - 钟小品 | 副院长 - 马将 |

## 专业设置
| 学系         | 本科专业                                                                | 硕士专业                                                           | 博士专业         |
| ------------ | ----------------------------------------------------------------------- | ------------------------------------------------------------------ | ---------------- |
| 机械工程系   | 机械设计制造及其自动化 - 机电一体化 - 智能制造 - 集成电路制造（创新班） | 机械工程（学术学位） 机械工程（专业学位） 智能制造技术（专业学位） | 光机电工程与应用 |
| 自动化科学系 | 自动化 - 控制系统 - 嵌入式系统                                          | 控制科学与工程（学术学位） 控制工程（专业学位）                    | 光机电工程与应用 |
| 机器人工程系 | 机器人工程                                                              | 控制科学与工程（学术学位） 控制工程（专业学位）                    | 光机电工程与应用 |

## 组织机构

### 学系
- 机械工程系
- 自动化科学系
- 机器人工程系

### 实验中心
- 机械基础实验中心
- 自动化实验中心
- 工程训练中心

### 科研平台
- 广东省微纳光机电工程重点实验室
- 深圳市模具先进制造技术重点实验室
- 深圳市电磁控制技术重点实验室
- 深圳市自主无人系统与智能操作联合实验室

### 研究机构
- 新型金属材料先进制造成型与应用研究中心
- 半导体制造研究院
- 精密加工与成形技术研究所
- 纳米表面科学与工程研究所
- 增材制造研究所
- 自动化研究所
- 智能装备与检测技术研究所
- 人因工程研究所
- 电力电子与电能系统控制技术研究所
- 机器人与智能装备研究所

### 行政机构
- 学院办公室
- 教务办公室
- 学生工作室
- 科研与研究生工作室
- 党务办公室

### 学生组织
- 团委学生会
- 研究生会
- 学生党支部

## 知名学者
- 王序进：半导体制造专家，日本工程院院士，深圳大学半导体制造研究院院长、特聘教授[9]。
- 刁东风：纳米表面科学与工程专家，日本工程院外籍院士，深圳大学纳米表面科学与工程研究所所长、电镜中心主任、特聘教授[8]。
- 吴忠泽：知识自动化专家，俄罗斯工程院外籍院士，国家“万人计划”科技创新领军人才，深圳大学机电与控制工程学院院长、特聘教授。

## 知名院友
工商财经界
- 张玉强—86精密机械，石家庄福润新技术有限公司总经理，深圳大学北京地区校友分会副会长
- 李毅—87精密机械，深圳市创益科技发展有限公司董事长
- 张晓蕾—90精密机械，渣打银行（中国）有限公司行长、总裁
- 曾浩—91自动化，深圳雷柏科技股份有限公司董事长[10]
- 冯俊秋—94工业自动化，深圳市矽伟智科技有限公司总经理[11]